# Oxya ningpoensis
Oxya ningpoensis är en insektsart som beskrevs av Chang, K.S.F. 1934. Oxya ningpoensis ingår i släktet Oxya och familjen gräshoppor. Inga underarter finns listade i Catalogue of Life.